# Bedrohung
Bedrohung ist im strafrechtlichen Sinne ein Gefährdungsdelikt, mit dem das Begehen einer Straftat gegen eine Person oder einem der Person Nahestehenden angedroht wird. Hierbei reicht es im deutschen Strafrecht aus, dass die Bedrohung vorgetäuscht wird. Es ist in diesem Fall von erheblicher Bedeutung, dass der Bedrohende wollte, dass die Drohung ernst genommen wird; ob der Bedrohte diese tatsächlich ernst genommen hat, ist hierbei unerheblich. Ebenso ist nicht relevant, ob der Täter die Drohung tatsächlich umsetzen kann oder will. Eine Bedrohung kann auch durch konkludentes Verhalten erfolgen. Die Bedrohung ist ein Straftatbestand, der in § 241 StGB geregelt ist.

## Allgemeine Definition
Eine Bedrohung ist eine (ggf. scheinbare) ernste Gefährdung mit der Möglichkeit, dass ein Schaden am Rechtsgut (Mensch, Unternehmen, Gegenstand) entstehen kann.

## Gesetzeswortlaut
Diese Vorschrift des § 241 StGB lautet seit 3. April 2021:
(2) Wer einen Menschen mit der Begehung eines gegen ihn oder eine ihm nahestehende Person gerichteten Verbrechens bedroht, wird mit Freiheitsstrafe bis zu zwei Jahren oder mit Geldstrafe bestraft.
(3) Ebenso wird bestraft, wer wider besseres Wissen einem Menschen vortäuscht, dass die Verwirklichung eines gegen ihn oder eine ihm nahestehende Person gerichteten Verbrechens bevorstehe.
"(4) Wird die Tat öffentlich, in einer Versammlung oder durch Verbreiten eines Inhalts (§ 11 Absatz 3) begangen, ist in den Fällen des Absatz 1 auf Freiheitsstrafe bis zu zwei Jahren oder Geldstrafe und in den Fällen der Absätze 2 und 3 auf Freiheitsstrafe bis zu drei Jahren oder Geldstrafe zu erkennen."
Bis zum 2. April 2021 gab es nur die heutigen Absätze 2 und 3, sodass die Bedrohung mit einem Vergehen straflos war. Die Höchststrafe für die Bedrohung mit einem Verbrechen betrug bis 1974 sechs Monate, von 1975 bis 2. April 2021 ein Jahr Freiheitsstrafe.

## Rechtsgut
Das Bundesverfassungsgericht hat den Rechtsfrieden des einzelnen, aber auch seine durch die Bedrohung gefährdete Handlungsfreiheit als das von § 241 StGB geschützte Rechtsgut bezeichnet. Auf das Reichsgericht geht die Wendung zurück, Rechtsgut sei das individuelle Rechtsicherheitsvertrauen.

## Die einzelnen Tatbestandsmerkmale
Die Absätze 1 und 2 der Vorschrift enthalten den eigentlichen Bedrohungstatbestand. Hiernach muss die Bedrohung gegen einen (individuellen) Menschen erfolgen, also nicht gegen ein Kollektiv oder eine Organisation (vgl. aber Störung des öffentlichen Friedens durch Androhung von Straftaten). Wenn die angedrohte Tat ein Verbrechen ist, also eine rechtswidrige und schuldhafte Tat, die im Mindestmaß mit Freiheitsstrafe von einem Jahr bedroht ist (vgl. § 12 StGB), gelten die Absätze 2 und 3. Gemäß einem Beschluss des BGH von 2015 setzt der Bedrohungstatbestand „das ausdrücklich erklärte oder konkludent zum Ausdruck gebrachte Inaussichtstellen der Begehung eines Verbrechens gegen den Drohungsadressaten oder eine ihm nahestehende Person voraus, das seinem Erklärungsgehalt nach objektiv geeignet erscheint, den Eindruck der Ernstlichkeit zu erwecken“. „Ob einer Erklärung oder einem schlüssigen Verhalten die objektive Eignung zur Störung des individuellen Rechtsfriedens zukommt, beurteilt sich nach den Umständen des Einzelfalls aus Sicht eines durchschnittlich empfindenden Beobachters, wobei auch Begleitumstände der Tatsituation Bedeutung erlangen können“. Das ist entsprechend auf den zum 3. April 2021 eingefügten Absatz 1 übertragbar, der die Bedrohung mit bestimmten Vergehen bestraft.
Absatz 3 enthält darüber hinaus den mit dem 14. Strafrechtsänderungsgesetz 1976 eingefügten Vortäuschungstatbestand, nach welchem auch derjenige strafbar ist, der dem Opfer die Verwirklichung eines fremden oder eigenen Verbrechens vermittelt, welches dem Opfer selbst oder einer nahestehende Person unmittelbar bevorstehe, obwohl dies, wie der Täter weiß, in Wahrheit nicht der Fall ist.

## Subjektiver Tatbestand
Die Tat kann nur vorsätzlich begangen werden, grundsätzlich genügt für die Verwirklichung der einzelnen Tatbestandsmerkmale ein bedingter Vorsatz. Im Falle des Bedrohungstatbestandes muss der Täter aber nicht nur alle Tatsachen kennen, welche die rechtliche Einordnung der angedrohten Tat als Verbrechen tragen, sondern er muss sich darüber hinaus auch dessen bewusst sein, dass es sich um eine schwere Straftat handelt. Im Falle des Vortäuschungstatbestandes muss der Täter wider besseres Wissen handeln; hinsichtlich der Vortäuschung bedarf es also eines dolus directus.

## Rechtsfolge
Die Tat wird mit Freiheitsstrafe (abgestufte Höchststrafen siehe oben im Gesetzeswortlaut) oder mit Geldstrafe geahndet.

## Statistik
Im Jahr 2017 wurden rund 3.154 Personen nach § 241 StGB verurteilt (einschließlich Strafbefehlen), was 2/3 der Abgeurteilten sind, bei 1/3 wurde eingestellt/freigesprochen. Die Urteile lauteten in 2 Prozent auf Freiheitsstrafe ohne Bewährung, 4 Prozent zur Bewährung, 5 Prozent Geldstrafe über 90 Tagessätze, 89 Prozent Geldstrafe bis maximal 90 Tagessätze einschließlich. 95 % der Verurteilten waren Männer, 2/3 hatten die deutsche Staatsangehörigkeit. Etwa 2/3 der Verurteilten war bereits zuvor verurteilt worden, 1/3 mehr als 5 Mal und 1/3 zu einer Haftstrafe.